# Morrocco
Morrocco is een plaatsje (frazione) in de Italiaanse gemeente Tavarnelle Val di Pesa in de Metropolitane Stad Florence, gelegen ten oosten van Tavarnelle.